# Robert-Magny
Robert-Magny era una comuna francesa situada en el departamento de Alto Marne, en la región de Gran Este, que el 1 de enero de 2016 pasó a ser una comuna delegada de la comuna nueva de La Porte-du-Der al fusionarse con la comuna de Montier-en-Der.
Tiene una población estimada, a inicios de 2020, de 278 habitantes.

## Historia
Entre los años 1962 y 2012 la comuna de Laneuville-à-Rémy pasó a formar parte de la comuna de Robert-Magny, que pasó a denominarse Robert-Magny-Laneuville-à-Rémy.

## Demografía
| Gráfica de evolución demográfica de Robert-Magny entre 1800 y 2020 |
|                                                                    |

Los datos demográficos contemplados en este gráfico de la comuna de Robert-Magny se han cogido de 1800 a 1999 de la página francesa EHESS/Cassini, y los demás datos de la página del INSEE.